# 碱土金属
鹼土金屬是指在元素週期表中同屬第2族（舊稱ⅡA族）的六个金属元素：鈹（Be）、鎂（Mg）、鈣（Ca）、鍶（Sr）、鋇（Ba）、鐳（Ra），其中鐳具有放射性。
鹼土金屬有相似的性质：标准情况下，它们都是銀白色的、闪亮、高反应性 且比較軟的金屬 ，密度比其他金屬小。鹼土金屬在化合物中是以+2的氧化態存在。鹼土金屬原子失去電子變為陽離子時，最外層一般是8個電子，但铍離子最外層只有2個電子。
碱土金属具有很好的延展性，可以制成许多合金，如鎂鋁合金等。
鹼土金屬對水的溶解度低，且都是活泼金属、強電離，但仍不如鹼金屬般活潑。 
在结构上，它们（与氦一起）共同具有一个全充满的s轨道。 
也就是说，该完整的轨道包含两个电子，而碱土金属容易失去该两个电子，以氧化态+2 的阳离子出现。 
目前，所有已被发现的碱土金属均存在于自然界中，尽管镭仅作為铀和钍衰变链的中間衰變產物在地殼中微量存在。 为了合成出可能是该族下一个成员的120號元素，科学家们嘗試了多次实验，不过目前都以失败告终。

## 性質

### 物理性質
鹼土金屬均為銀白色、較軟的固體，具有相對較低的密度、熔點以及沸點。
下表總結了鹼土金屬的物理性質和原子性質。
| 元素名称 | 元素符号 | 原子半径（nm） | 主要化合价 | 状态(标况) | 单质密度（克/立方厘米） | 硬度(金刚石=10) | 单质熔点（℃） | 单质沸点（℃） | 电负性(χP) | 焰色試驗結果 |
| -------- | -------- | -------------- | ---------- | ---------- | ----------------------- | --------------- | ------------- | ------------- | ---------- | ------------ |
| 铍       | Be       | 0.105          | +2         | 固体       | 1.848                   | 5.5             | 1278          | 2970          | 1.5        | 无焰色       |
| 镁       | Mg       | 0.150          | +2         | 固体       | 1.738                   | 2.5             | 650           | 1090          | 1.2        | 无焰色       |
| 鈣       | Ca       | 0.180          | +2         | 固体       | 1.55                    | 1.75            | 842           | 1484          | 1.0        | 磚紅色       |
| 鍶       | Sr       | 0.200          | +2         | 固体       | 2.63                    | 1.5             | 777           | 1382          | 1.0        | 紅色         |
| 鋇       | Ba       | 0.215          | +2         | 固体       | 3.510                   | 1.25            | 727           | 1870          | 0.9        | 蘋果綠       |
| 鐳       | Ra       | 0.215          | +2         | 固体       | 5.000                   | 1.03            | 700           | 1737          | 0.9        | 紅色         |

### 化学性质
| Z  | 元素 | 核電外子構型           | 電子排布 |
| -- | ---- | ---------------------- | -------- |
| 4  | 鈹   | 2, 2                   | [He] 2s2 |
| 12 | 鎂   | 2, 8, 2                | [Ne] 3s2 |
| 20 | 鈣   | 2, 8, 8, 2             | [Ar] 4s2 |
| 38 | 鍶   | 2, 8, 18, 8, 2         | [Kr] 5s2 |
| 56 | 鋇   | 2, 8, 18, 18, 8, 2     | [Xe] 6s2 |
| 88 | 鐳   | 2, 8, 18, 32, 18, 8, 2 | [Rn] 7s2 |

- 鈹以外的碱土金屬都能和水發生反應，生成氫氣和鹼性的氢氧化物。鹼土金屬和水的反應較碱金屬與水的反應來的溫和，不像鹼金屬在室溫中就會和水劇烈反應。而鎂和冷水反應缓慢，在热水或水蒸汽才较为剧烈，鈣、鍶、鋇、鐳在常温下可以和冷水剧烈反应。

例子: Ca+2 H2O=Ca(OH)2+H2
- 碱土金屬可和鹵素（例如:氯）反應，產生離子化合物。不過鈹的鹵化物是共價化合物，不是離子化合物。其中越重的元素就反應得越劇烈。[8]

{\displaystyle Mg+Cl_{2}\rightarrow MgCl_{2}}
- 碱土金属都能在空气中燃烧，主要产生氧化物，以下為鹼土金屬還原氧氣（O2）的方程式：

{\displaystyle 2Mg+O_{2}\rightarrow 2MgO}

镁还能形成氮化物（氮化镁），钡和氧气加热下反应除了得到氧化钡，还能得到过氧化钡（过氧化钡可以吸氧、放氧，用来提取大气中的氧气）。

### 化合物性质

#### 氢化物
碱土金属的离子氢化物是强还原剂，其和水的反应方程式通式为：
- MgH2 + 2 H2O → Mg(OH)2 + 2 H2↑[10]

### 放射性
除鎂和鍶外所有鹼土金屬在自然界中都至少存在著一個放射性同位素，其中鈹-7、鈹-10、鈣-41和鐳-226是微量放射性同位素。鈣-48和鋇-130由於有很長的半衰期，因此它們都以一定的量存在於大自然中。鐳在自然界中沒有穩定的同位素，含量最多的是具放射性的鐳-226。

## 蘊藏量
鈣和鎂在地殼中十分常見，它們分別是現時地球上蘊藏量第五多和第八多的元素。這兩個元素在地殼中形成數種的礦物，如白雲石、石灰石和方解石等。其他非放射性的鹼土金屬在地球的蘊藏量較少，但也形成一些礦物，如綠柱石（鈹）、天青石（鍶）和重晶石（鋇）等。放射性元素鐳最長的半衰期只達1601年，因此它只能由其他較重的元素經放射性衰變所得，從而少量地出現在大自然中，如瀝青鈾礦等放射性礦物中便可能含有鐳。

## 應用
鈹主要用於軍事工業，但鈹還有其他用途。鈹在電子科技方面被用作3-5族化合物半導體的P型摻雜物，而氧化鈹被用作高強度的電絕緣體和導熱體。由於鈹剛性高、密度低，在很大的溫度範圍內都可穩定保持形狀，所以在國防及航空航天工業中可做輕質結構部件材料。
鎂的用途十分廣泛。它的主要用途是：製造鋁合金、壓模鑄造（與鋅形成合金）、鋼鐵生產中脫硫處理、克羅爾法製備鈦等。此外，利用鎂易於氧化的性質，可用於製造許多純金屬的還原劑。也可用於閃光燈、吸氣器、煙花、照明彈等。
由於鈣的高活性，因此可用作合金的脫氧劑，以及油類的脫水劑等，另外鈣也用作從礦石中分離出其他金屬（例如鈾等）的還原劑。鈣也可用於生產多種金屬的合金，例如鋁和銅合金。此外鈣在乾酪、砂漿和水泥的生產中也有起作用。
鍶和鋇的用途不及前三種較輕的鹼土金屬，但它們仍有用處。碳酸鍶常用於製造紅色煙花，純鍶則用於研究神經元中神經傳遞物的釋放等。 放射性同位素鍶-90的衰變熱常作為蘇聯/俄羅斯式放射性同位素熱電機的熱源（通常是以氟化鍶的形式）。純鋇或鋇鋁合金可用於吸收真空管（如電視映像管）中的多餘氣體。硫酸鋇常用於石油和天然氣井中的鑽井液，或用作消化道X光成像中的放射性造影劑，以及製造名為立德粉的白色顏料等。
由於鐳具有放射性，因此在現今的用途並不廣。但鐳在過去有著許多應用。鐳曾經常用於發光塗料中，無知的人們甚至經常將鐳添加到飲用水、牙膏和許多其他產品中，認為放射線可以促進健康，直到他們發現放射線對人體的致命危害時才逐漸停止使用。現今鐳被少量地用作工業及醫療上的放射源，但也多被其他更強大且更安全的放射性同位素所取代。

## 在生物圈的位置
- 鈹的低水溶性令其難以被生物利用，而且鈹和其化合物都有劇毒。[31]此外，鈹及其化合物更已被國際癌症研究機構列為1類致癌物。
- 鎂和鈣在生物圈較為普及，並佔有重要的位置。它們參與多種角色，如鎂/鈣離子就參與一些生物細胞中的作用；鎂作為某些酶的活性中心；鈣鹽（如羥磷灰石）則是構成生物結構的成份之一，如脊椎動物的骨骼就含有鈣鹽。
- 鍶和鋇在生物圈內的可用性較低。鍶在海洋生物，特別是在硬珊瑚扮演較重要的角色；牠們以鍶建立外骨骼。這兩種元素都有其醫學用途，如硫酸鋇就是使用X光透視腸胃前需服用的藥物。鍶化合物則可應用於牙膏中。
- 鐳的可用性較低，並有著高放射性，因此它對生物來說是劇毒的。

## 注解
1. ↑  為了簡潔，用惰性氣體標記法表示核外電子排布：先寫出之前一個惰性氣體元素的符號，再繼續寫下該稀有氣體元素之外的電子排布。